# Пильский, Пётр Мосевич
Пётр Мо́севич (Моисеевич, Мосеевич) Пи́льский (16 (28) января 1879 года, Орёл, Российская империя — 12 декабря 1941, Рига, Рейхскомиссариат Остланд) — журналист довоенной Латвии, обозреватель газеты «Сегодня», заведующий её литературным отделом, писатель.

## Биография

### Начальный этап
Родился в офицерской семье. Отец — Мосей Николаевич Пильский, офицер 144-го Каширского полка, мать — Неонилла Михайловна Девиер. По материнской линии Пильский принадлежал к российскому графскому роду Девиер; девичьей фамилией своей матери он любил подписывать свои критические публикации. С детства его готовили к военной карьере и в 1886 году родители отдали его в кадетский корпус в Москве. В период обучения в кадетском корпусе Пильский пережил серьёзное увлечение литературной деятельностью. В частности, он участвовал во всех мероприятиях с литературным уклоном, которые проводились в кадетском корпусе, часто выступал в дискуссиях, получив репутацию вечного и принципиально непримиримого спорщика. Современники журналиста отмечали, помимо его горячей увлечённости процессом спора, его удивительную осведомлённость в литературной жизни эпохи.
Следующим этапом стало поступление в Александровское военное училище. В этом учебном заведении юный Пильский познакомился и сдружился с Куприным. Сразу после выпуска из Александровского училища Пильского произвели в офицеры и отправили на службу в Минск, где квартировал Серпуховский 120-й пехотный полк. Там же Пильский попытался совмещать военную службу и писательскую деятельность, однако в связи с неожиданным закрытием газеты «Минский листок» вынужден был временно прекратить своё литературное творчество.
В годы Первой мировой войны Пильский командовал артиллерийскими подразделениями (сперва ротой, затем батальоном), был серьёзно ранен в правую руку, тем не менее, его успешно вылечили от ранения военные врачи.

### Становление публициста
Ещё в 1894 году Пильский решился на смелый, но достаточно модный в среде начинающих авторов шаг — он посетил Льва Николаевича Толстого в Ясной Поляне, однако его визит не произвёл на мэтра русской литературы никакого впечатления. Тем не менее молодой Пильский был очень рад самому факту своей беседы с человеком-легендой — она окончательно укрепила будущее «золотое перо» русской прессы Латвийской Республики в мыслях о необходимости незамедлительно заняться интенсивной писательской деятельностью. Вскоре после визита в 1895 году появилась на свет первая литературно-критическая статья Петра Пильского. Дебютное сочинение было посвящёно личности популярного в России конца XIX века мастера публицистических жизнеописаний Александра Михайловича Скабичевского; он был воспринят русской читающей публикой весьма благосклонно.
В 1898 году Пильский на восемь месяцев отправился в Санкт-Петербург, который зачаровал его с первых минут пребывания. В это время Пильский написал несколько литературно-критических статей об А. П. Чехове, с которым имел несколько личных встреч.
В 1901 году Пильский принял выгодное предложение Леонида Андреева приехать в Москву и начать публиковаться в литературной газете «Курьер». К 1902 году в ходе своих творческих исканий Пильский ещё более сблизился с Александром Куприным. Также он завязал дружбу с пилотом-передовиком Уточкиным. Позднее, уже будучи журналистом «Сегодня», Пильский оставил любопытные бытовые заметки о своих литературных приятелях. Вместе с Куприным Пильский начал сотрудничать в нескольких газетах Киева, что тоже впоследствии описал в литературном отделе своей газеты. О самом Пильском в американском периодическом издании «Новое русское слово» оставил свидетельство Марк Слоним. Вот как он видел Пильского:
Были в нём замашки и привычки богемы, он дневал и ночевал в кафе и ресторанах, обожал разговоры до утра в каком-нибудь литературно-артистическом клубе, любил возбуждение от вина, атмосферу дружбы, споров и ссор, перекрёстный огонь шуток и эпиграмм, игру флирта и влюблений, беспорядок и толчею случайных вечеринок и непринуждённых пирушек.
Женой Пильского была преуспевающая русская актриса Елена Кузнецова, и через неё Пильский был связан дружескими отношениями со многими деятелями российской и зарубежной сцены, как Михаил Чехов и Фёдор Шаляпин. Первый профессионально проработал в Риге в начале 1930-х годов, второй неоднократно наведывался в Ригу с гастролями, так что Пильский часто общался со своими товарищами по искусству.
В мае-июле 1917 года, в канун революционных событий, Пильский и Куприн редактировали ежедневную газету с ярко выраженной антибольшевистской ориентацией «Свободную Россию». После октября 1917 года Пильский возглавил редакцию журнала «Эшафот», который отличался острой сатирической направленностью, и поэтому постоянно осознавал, что идёт на определённый риск. Иногда его публицистические экивоки содержали серьёзный вызов властям. Например, в статье под провокационным названием «Смирительную рубаху!» Пильский, взяв за основу указ об освобождении всех психически больных из лечебниц Петрограда, выстроил юмористическую классификацию «всех главных проповедников большевизма» (по замечанию Куприна) по типам их сумасшествия и в итоге с присущей ему гротескностью в отображении реалий пришёл к выводу о необходимости их изоляции в бронированные камеры сумасшедших домов «с применением горячительных рубах».

### Творческая деятельность позднего периода
За «Смирительную рубаху!» и многие другие статьи Пильский был отдан под революционный трибунал, перед которым ему так и не суждено было предстать. После предварительного полугодичного ареста его освободили из камеры при трибунале на поруки коллег-журналистов. Сразу же после выхода из заключения Пильский принял решение удалиться из Петрограда во избежание неприятных последствий. 20 октября 1918 года побег был осуществлён. Таким образом, через три года, проведённых в блужданиях по городам родины и ближнего зарубежья (маршрут странствия Пильского: Москва — родной город Орёл — Киев — Херсон — Одесса — Кишинёв — Польша) Пильскому удалось попасть в Латвию. Эта страна в начале 1920-х отличалась суровой политической линией в отношении мигрантов из Советской России, даже русские, родившиеся и проживавшие в Лифляндской и Курляндской губерниях до провозглашения независимости, должны были проходить процедуру оптации. Пильский был радушно принят латвийской стороной, а именно — пишущей братией русскоязычных периодических изданий, так как за время сотрудничества в «Свободной России» и редактирования «Эшафота» снискал себе славу профессионального журналиста с острым восприятием политической стороны жизни. Через некоторое время его привлёк к сотрудничеству редактор газеты «Сегодня», которая нарабатывала репутацию одного из передовых органов печати в русских эмигрантских кругах. Его работа в газете продолжалась около двадцати лет. Пильский отличался журналистской чуткостью и постоянно следил за литературными тенденциями как в сфере русской эмиграции, так и в Советской России, подробно освещая все художественные достижения на обоих фронтах. Он способствовал максимальной открытости газеты к русским литераторам зарубежья, благодаря ему в Риге появилось на свет единственное прижизненное издание прозаических сочинений Юрия Фельзена, автобиографическая повесть Куприна «Купол св. Исаакия Далматского», предисловие к которой написал Пильский. Также он создал предисловия к роману М. А. Булгакова «Белая гвардия» и пьесе «Дни Турбиных», к популярному в 1920-е гг. в СССР роману С. И. Малашкина «Луна с обратной стороны, или Необыкновенная любовь». Известна его книга «Роман с театром», в которой представлены живые литературные портреты театральных деятелей ушедшей дореволюционной эпохи и современных ему актёров и театральных режиссёров. Также он «открыл» для рижской читающей публики поздние прозаические произведения Бунина и позднее эстонское поэтическое творчество Игоря Северянина. Частыми гостями на страницах литературного отдела «Сегодня» были прозаик Иван Шмелёв и поэт Константин Бальмонт.

### Болезнь и смерть
В мае 1940 года, примерно за месяц до ввода советских войск в Латвию, перенёс инсульт, вследствие чего был парализован. Когда по распоряжению советской администрации была запрещена газета «Сегодня» и начались аресты её сотрудников, пришли и к Пильскому. Однако ввиду его тяжёлого физического состояния арестовывать его не решились, ограничившись конфискацией личного архива. Последние полтора года жизни Пильский находился в беспомощном состоянии, требующим постоянного за ним ухода. Скончался 12 декабря 1941 года, уже когда Рига была оккупирована немецкими войсками. Был похоронен на Покровском кладбище, позже с его могилы исчез памятник. В настоящее время место его захоронения установлено, на нём находится новый памятник.

## Семья
Брат — Павел Моисеевич Пильский (1883—1915), участник Первой мировой войны, капитан 2-го дивизиона 5-й тяжёлой артиллерийской бригады.

## Публикации
- Рассказы. — СПб., 1907;
- Критические статьи. — СПб., 1910;
- Подруги: Сборник рассказов. — Пг., 1917;
- Охранка и провокация. — Пг., 1917;
- Тайна и кровь: Роман. — Рига, 1927;
- Роман с театром. — Рига, 1928;
- Затуманившийся мир. — Рига, 1929;
- Пильский П. «М. Арцыбашев» / Петр Пильский // Собрание сочинений. В 3 т. Т. 3 / Михаил Арцыбашев. — М.: ТЕРРА, 1994. — С. 768—772. — ISBN 5-85255-663-7.